# ان‌جی‌سی ۶۱۵
ان‌جی‌سی ۶۱۵ (انگلیسی: NGC 615) یک کهکشان مارپیچی بدون میله است که به صورت لبه‌ای در صورت فلکی نهنگ قرار دارد. این کهکشان در فاصله حدود ۷۰ میلیون سال نوری از زمین قرار دارد و در ۱۰ ژانویه ۱۷۸۵ توسط ویلیام هرشل کشف شد.